# Аннетт (остров)
Аннетт (англ. Annette Island) — остров в составе архипелага Александра, вблизи юго-восточного побережья штата Аляска, США.
Расположен примерно в 1,2 км к югу от острова Ревильяхихедо. Составляет примерно 18 км в длину и столько же в ширину. Площадь острова — 332,57 км². Остров был назван в 1879 году американским натуралистом и исследователем Аляски Уильямом Хэйли Доллом в честь его жены Аннетты Уитни Долл.
Население острова по данным переписи 2000 года составляет 1447 человек, из них 1375 человек проживает в статистически обособленной местности Метлакатла. Большая часть населения представлена цимшианами. Весь остров представляет собой индейскую резервацию (единственную в штате Аляска).
На острове Аннетт имеется сеть грунтовых дорог, которые являются наследием лесопромышленного прошлого этих мест.

## Община и демография
Самым крупным поселением на острове является Метлакатла. Признанная на федеральном уровне индейская община Метлакатла была основана англиканским миссионером Уильямом Дунканом и последователями племени цимшиан, которые переехали с ним из их общины Метлакатла в Британской Колумбии после того, как он разработал новую доктрину и отделился от своей церкви.
С конца XIX века весь остров является индейской резервацией - этот статус был утвержден Конгрессом, когда тлинкиты согласились разрешить цимшианам использовать эту территорию.

## Правительство
Цимшианы создали свое правительство в соответствии с Законом о реорганизации индейцев (1934 г.), написав конституцию для избирательного правления. У них есть Совет из двенадцати человек. «Мэр, секретарь и казначей избираются общим голосованием членов общины. Каждый из них избирается на двухлетний срок. Места в Совете распределяются в шахматном порядке, в результате чего каждый год избирается шесть мест в Совете, а каждый второй год - три руководителя".
С конца 1970-х годов это единственная оставшаяся резервация на Аляске, так как метлакатла отказались от передачи своих земель в счет оплаты по Закону об урегулировании претензий коренных народов Аляски.
В 2016 году председателем племени стала Одри Хадсон, первая женщина, избранная на эту должность. Она также является мэром, городским управляющим и комиссаром полиции индейской общины Метлакатла.
Население острова составляло 1 447 человек по переписи 2000 г. Население острова состоит в основном из народа цимшиан. Он также является культурным перекрестком для коренных жителей - тлинкитов и хайда.

## Инфраструктура
Сеть неухоженных дорог и троп на острове была создана в годы лесозаготовок. Спустя более 50 лет после заключения договора с общиной Метлакатла, по которому США обещали построить дорогу через остров в обмен на разрешение строительства и эксплуатации аэродрома на острове, они выполнили свое слово. Объединенная оперативная группа вооруженных сил построила 15-мильную дорогу через остров, строительство которой велось с 1997 по 2007 год и которая соединила Метлакатлу со стороны океана со стороной, обращенной к Кетчикану, где был построен паромный причал. Это не улучшило доступ на пароме к материку.
После Второй мировой войны аэродром использовался как поисково-спасательная база Береговой охраны США. Он обслуживал и коммерческие самолеты вплоть до 1970-х годов, когда на острове Гравина во Внутреннем проходе был построен новый аэропорт Кетчикан.

## Климат
Климат на нижних возвышенностях острова Аннетт соответствует морскому климату западного побережья (Köppen Cfb), с ветреной и влажной погодой круглый год, прохладной зимой и мягким летом, и находится на границе между зонами жесткости растений USDA 7 и 8. Из-за своего южного и морского расположения, со среднегодовой температурой 47,7 °F (8,7 °C), аэропорт острова Аннетт является одним из самых теплых мест во всем штате. Зимой осадки выпадают в большинстве дней, а сезонное общее количество снега, составляющее 33,5 дюйма (85 см), приходится в основном на период с ноября по март, с некоторым накоплением в апреле. В мае и октябре снег выпадает относительно редко; теплые периоды поднимают температуру до 50 °F (10 °C) в течение нескольких дней в месяц. Летом в среднем 17 дней с максимумом 70 °F (21 °C)+, но дождь выпадает примерно в половине дней. Осадки составляют в среднем более 103 дюймов (2,62 м) в год, причем июнь и июль - самые сухие месяцы, а октябрь и ноябрь - самые влажные. Экстремальные температуры варьируются от -4 °F (-20 °C) 30 января 1947 года до 93 °F (34 °C) 19 июня 2004 года, при этом температура опускалась ниже 0 °F (-18 °C) лишь в единичных случаях. Кроме того, в аэропорту острова Аннетт установлен рекорд месячной температуры для января (66 °F или 19 °C 14 января 2017 года), апреля (82 °F или 28 °C 29 апреля 1976 года) и ноября (67 °F или 19 °C 1 ноября 1970 года).